# Fennberger See
Der Fenner oder Fennberger See (italienisch Lago di Favogna) ist ein als Biotop geschützter See im Südtiroler Unterland (Italien).

## Lage
Der Fennberger See liegt in 1034 m Höhe auf dem Fennberg, einem Plateauberg im äußersten Süden Südtirols nahe der Grenze zum Trentino. Administrativ gehört er zur Fraktion Unterfennberg, die Teil der Gemeinde Margreid ist. Erreichbar ist er durch einen kurzen Fußweg, der vom Ortszentrum von Unterfennberg an der Kirche St. Leonhard vorbei zum Westufer führt.

## Topographie

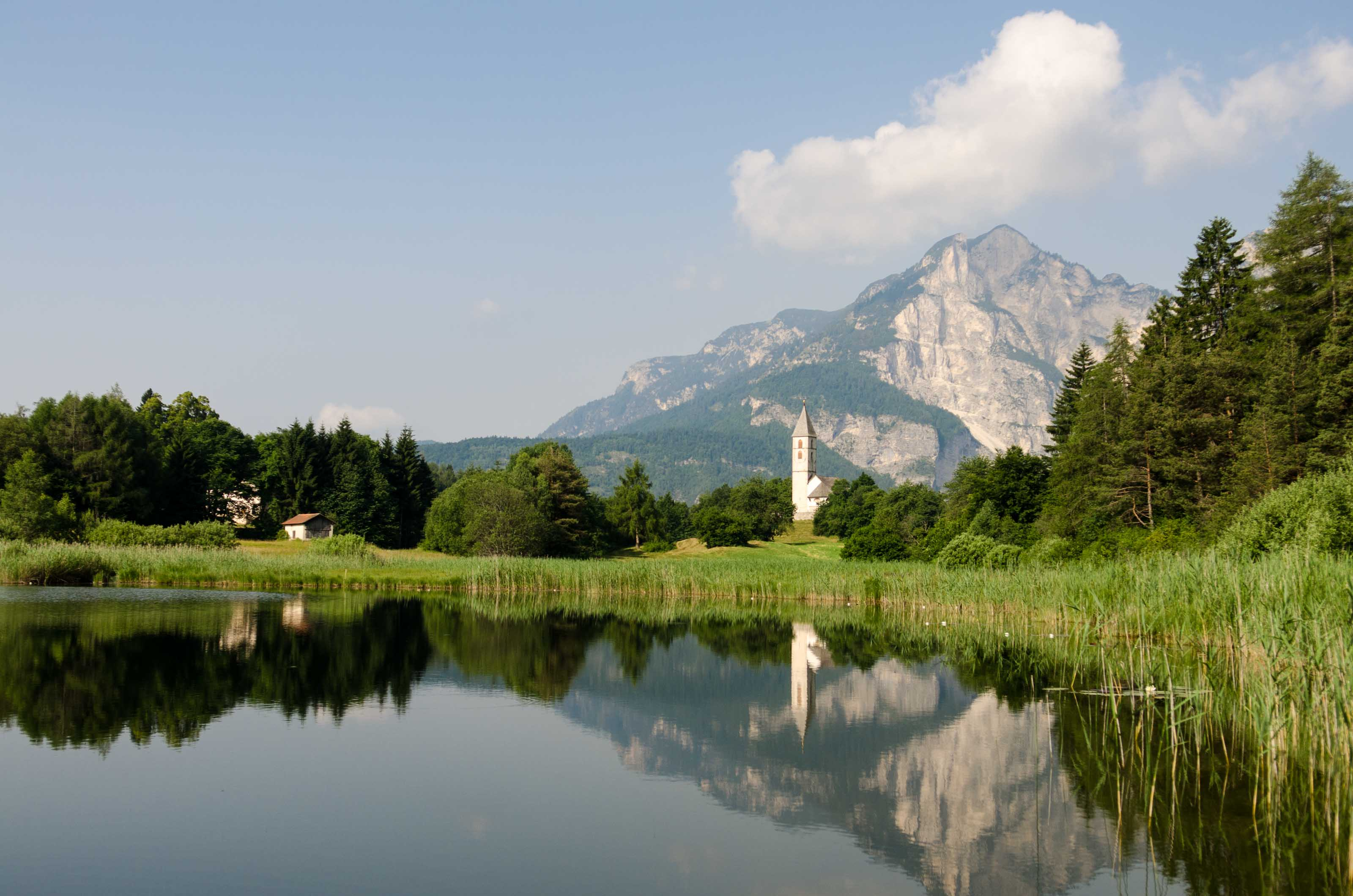
Der Fennberger See, dahinter das Kirchlein zum Hl. Leonhard und die Wiggerspitze

Der See, der direkt unterhalb der felsigen Geländestufe liegt, die Unter- von Oberfennberg trennt, ist ca. 1,3 ha groß. Seine maximale Tiefe beträgt 4 m, er fasst ein Volumen von geschätzten 32.500 m³. Das Einzugsgebiet weist eine Größe von ungefähr 1,07 km² auf.
Entwässert wird der See durch den Krebusbach.

## Ökologie
Der Fennberger See wird als mesotroph eingestuft. Erhöhte Nährstoffeinträge ergeben sich gelegentlich durch Ausschwemmungen aus den Wiesen in der Nähe sowie während der Badesaison. Als Maßnahmen gegen eine drohende Verlandung wurden 1981 ein künstlicher Zufluss zur Erhöhung des Wasseraustauschs geschaffen und in den Jahren 1989–1990 eine Schlammschicht von ca. einem halben Meter entfernt.
Im Jahr 1978 wurden der See und die umliegenden Flächen wegen ihres botanischen und faunistischen Wertes unter Naturschutz gestellt.
Analysen der Wasserqualität in Hinblick auf eine Eignung als Badesee erbrachten sehr gute Ergebnisse.

## Menschliche Nutzung
Der See wird im Sommer von Badegästen besucht. Die entsprechenden Infrastrukturen beschränken sich auf eine Liegewiese und einen Holzsteg.